# Bislettstadion
Het Bislettstadion is een sportstadion in Oslo in Noorwegen. Het werd vooral bekend als schaatsarena. Het was tevens olympisch stadion bij de Winterspelen van 1952. De ijsbaan werd in 1988 definitief gesloten. Na een renovatie werd het in 2005 heropend als atletiekbaan en voetbalstadion.

## Geschiedenis
Het terrein waarop het Bislettstadion is gebouwd, werd in 1898 gekocht door de gemeente Kristiania, het tegenwoordige Oslo. In 1908 werd het ingericht als sportaccommodatie, waarbij plaats was voor atletiek, schaatsen en voetbal. In 1917 werd begonnen met de bouw van het eerste stadion, dat in 1922 in gebruik werd genomen en toen in totaal 1,1 miljoen Zweedse kroon had gekost. Het ernaast gebouwde clubgebouw bevatte onder meer trainingsfaciliteiten voor boksers en worstelaars. Het werd het belangrijkste stadion in Noorwegen met uiteindelijk een capaciteit voor 20.000 toeschouwers.
Voor de atletiek- en schaatssport groeide het Bislettstadion in de loop der jaren uit tot een van de geschiktste accommodaties ter wereld voor de verbetering van wereldrecords. Het allereerste wereldrecord werd er overigens gevestigd door een Nederlander: op 25 juli 1924 kwam de atleet Adriaan Paulen op de 500 meter tot een tijd van 63,8 sec., een verbetering van het toenmalige record met 1,2 seconden.
In 1952 fungeerde Bislett als het olympisch stadion tijdens de Winterspelen. Hjalmar Andersen haalde er drie gouden medailles.
In de jaren zestig en zeventig (20e eeuw) werd het stadion bekend in Nederland. Ard Schenk en Kees Verkerk behaalden er samen drie wereldtitels. Uiteindelijk moest Bislett het echter afleggen tegen de overdekte ijsbanen. Bijkomend probleem was dat de modernere ijsbanen kortere bochten kregen. Het profiel van de ijsbaan paste daardoor niet meer op de atletiekbaan. Er moest daarom een keuze gemaakt worden tussen atletiek en schaatsbaan. In 1988 werd er voor het laatst geschaatst in Bislett. Als gevolg van het WK allround 2018 in het Olympisch Stadion van Amsterdam, dat in het teken stond van 125 jaar na de titel van Jaap Eden in Amsterdam, opperde Johann Olav Koss om in 2022 na de Winterspelen van Peking ook in Oslo zo'n toernooi te doen in het kader van 100 jaar schaatsen in Bislett.

## Andere sporten
Bislett heeft naast een schaatstraditie ook een grote atletiektraditie. In 1946 werden er de Europese kampioenschappen atletiek gehouden. Daarnaast is Bislett een van de arena's voor de Golden League wedstrijden.
Op 26 oktober 1913 werd in het stadion voor het eerst een interland gespeeld door het Noors elftal. De wedstrijd tegen Zweden eindigde in een 1-1 gelijkspel. Bislett was ook jarenlang het thuisstadion van Vålerenga IF. Deze Noorse topploeg speelt tegenwoordig echter in Ullevaal (en later in Intility Arena). Aan dat stadion is Bislett ook de interlands kwijtgeraakt.
| 1 | 26 oktober 1913 | Noorwegen – Zweden           | 1 – 1  | Oefeninterland  |
| 2 | 6 augustus 1948 | Noorwegen – Verenigde Staten | 11 – 0 | Oefeninterland  |
| 3 | 10 juni 1952    | Noorwegen – Finland          | 1 – 2  | Nordic Cup      |
| 4 | 11 juni 1952    | Denemarken – Zweden          | 0 – 2  | Nordic Cup      |
| 5 | 24 juni 1953    | Noorwegen – Saarland         | 2 – 3  | WK-kwalificatie |
| 6 | 25 mei 1955     | Noorwegen – Ierland          | 1 – 3  | Oefeninterland  |
| 7 | 31 oktober 1990 | Noorwegen – Kameroen         | 6 – 1  | Oefeninterland  |
| 8 | 20 mei 1998     | Noorwegen – Mexico           | 5 – 2  | Oefeninterland  |

## Nieuw stadion

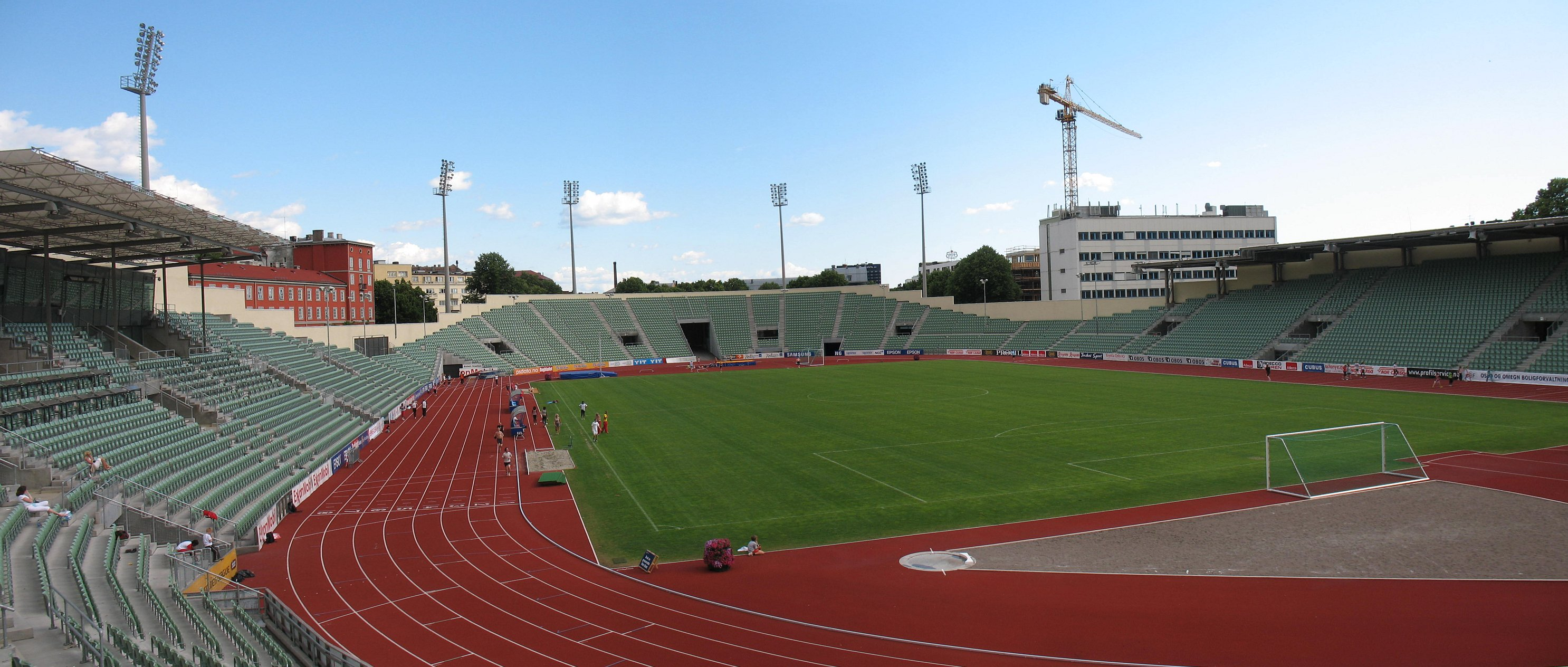
Panorama

In 2005 werd een geheel gerenoveerd stadion geopend. Het nieuwe stadion biedt plaats aan 15.400 toeschouwers. Vooralsnog wordt het stadion alleen gebruikt voor de Golden League-wedstrijden. Een aantal clubs twijfelt of ze in Bislett willen gaan spelen. De atletiekbaan om het veld wordt als nadeel gezien. Uiteindelijk werd het stadion de thuisbasis van derdeklasser Skeid Fotball.
1924:  Stade de Mont Blanc · 
1928:  Badrutts Park · 
1932:  James B. Sheffield Olympic Skating Rink · 
1936:  IJsbaan van Garmisch-Partenkirchen · 
1948:  Badrutts Park · 
1952:  Bislett Stadion · 
1956:  Meer van Misurina · 
1960:  Squaw Valley Olympic Skating Rink · 
1964:  Olympia Eisstadion Innsbruck · 
1968:  Anneau de Vitesse de Grenoble · 
1972:  Makomanai Skating Centre · 
1976:  Olympia Eisstadion Innsbruck · 
1980:  James B. Sheffield Olympic Skating Rink · 
1984:  Zetra Ice Rink · 
1988:  Olympic Oval · 
1992:  Stade de Patinage Olympique · 
1994:  Vikingskipet · 
1998:  M-Wave · 
2002:  Utah Olympic Oval · 
2006:  Oval Lingotto · 
2010:  Richmond Olympic Oval · 
2014:  Adler Arena · 
2018:  Gangneung Science Oval · 
2022:  National Speed Skating Oval